# エスプガルーダ
『エスプガルーダ』（Espgaluda）は、ケイブが製作した業務用縦スクロールシューティングゲームのシリーズ、またはその第1作目のタイトルで、同社の『エスプレイド』の姉妹作に当たる。
ラインナップは以下の通り。
- エスプガルーダ
- エスプガルーダII

## エスプガルーダ
2003年11月稼働開始。総発売元はエイエムアイ。2004年6月17日にはアリカからPlayStation 2版が発売されている。

### 解説
育ての親を軍隊に殺され不思議な力に目覚めた兄「アゲハ」と妹「タテハ」が主人公で、ケイブとしては珍しい純ファンタジー系の世界観を持つ。
『エスプレイド』と同じく自機が人間型であり、キャラクターデザインは『サイキックフォース』（タイトー）などのキャラクターデザインの実績があるかどつかさが担当。キャラクターボイスもケイブとしては初めてプロの声優を起用するなど、キャラクターの魅力を前面に押しだしたゲームデザインが行われている。
前年リリースの『怒首領蜂 大往生』によって弾幕系シューティングは高難度のピークを迎え、同時にライトユーザー離れが相次ぎ、衰退の影が見えてきた。本作は、『エスプレイド』でも採用された、破壊力と使用回数に優れた攻防一体の特殊攻撃「ガードバリアアタック」に加え、発動中は敵弾速度の低下や自動ボムなどの恩恵を得られる新システム「覚聖」などユーザフレンドリーなシステム、また敵の攻撃もケイブのシューティングゲームにしては比較的緩くするなどテコ入れが施されている。そのため全体的な難易度は抑え目となっている。

### ストーリー
時代は乱世。シンラ皇帝であるジャコウは、自国をより強大なものにするため、「プロジェクト・エスプガルーダ」と名付けられた、人と聖霊を結びつけて新たな力を得る計画を発案。プロジェクトの成果としてアゲハとタテハの2人のガルーダが生み出される。
ジャコウの野望が達成されようとしたとき、プロジェクトの中心人物であったヒオドシが2人を連れて逃亡。ジャコウはその行方を捜し出すため執拗に追っ手を差し向ける。
そして16年がたち、ついに3人の隠れ住む町にシンラが侵攻してきたところから物語は始まる。

### システム
基本操作
8方向レバーで自機の移動を行う。Aボタンで通常攻撃。連射したときはショット、押し続けたときはレイピア（怒首領蜂のレーザーに相当）と異なる攻撃を使い分ける事が出来る。Bボタンで覚聖のオンオフを切り替える。Cボタンを押し続けることでガードバリアを展開し、離すとガードバリアアタックを行う。
Dボタンは出荷時のデフォルト設定では使用出来ないが、基板ハーネスの結線を行うことで、Aボタンのフルオート連射として使用できる。
覚聖
本作の中核をなすシステム。自機が変身し（このとき性別が替わる）、ショットの性能が変化・強化される。被弾した場合はガードバリアゲージを消費して自動で被弾を回避する。
覚聖中に聖霊石（覚聖カウンタ）が残っている間は、発動時に一定数の聖霊石を消費し覚聖死界'が展開される。
聖霊石は覚聖していない状態で敵機を破壊することで取得できる。また、覚聖中に敵機を破壊した場合は、聖霊石の代わりに金塊（得点カウンタ）が出現する（覚聖オーバー時でも敵撃破そのものに限り出現する）。
覚聖死界
敵弾が青から紫に変化。この間、スクロールや敵機や敵弾速度が低下し、敵機を破壊するとその敵が発射した弾を金塊に変えることができる。このシステムにより、初心者は難易度を押さえることができ、上級者はより多くのスコアを稼ぐことができる。
覚聖死界中は、聖霊石を徐々に消費しさらに敵機を破壊すると大きく減少する。聖霊石が0になると、敵弾が赤くなり覚聖死界のみ解除（「II ブラックレーベル」において「覚聖オーバー」状態と記載）され、逆に敵弾が高速化する。この状態を故意に維持する危険プレイを、敵弾が赤くなる事から通称「赤走行」と言う。
ガードバリア＆ガードバリアアタック
エスプレイドでも採用された攻防一体の特殊攻撃システム。ガードバリアゲージが残っているときにCボタンを押し続けるとガードバリアを展開する。ガードバリア展開中は無敵となり、触れた敵弾を消すことができる。ガードバリア展開中にボタンを放すと、押していた時間に応じた威力のガードバリアアタックを使用することができる。
覚聖中はガードバリアゲージが残っていれば被弾時に自動発動される。この場合のガードバリアゲージ消費量は通常時より多い。
エクステンド
エクステンドは400万点と1400万点時およびステージ3のエクステンドアイテム取得時に行われる。

### 主要登場人物
アゲハ（声優：小泉豊（覚聖前）/松久保維穂（覚聖後））
18歳でタテハの兄。攻撃タイプは前方集中型で、覚醒中はレイピアが強化される。
タテハ（声優：永山悟久梨（覚聖前）/儀武祐子（覚聖後））
16歳でアゲハの妹。攻撃タイプは広範囲型で、覚醒中はショットが強化される。
セセリ（声優：二宮圭美）
ステージ1およびステージ5-1のボス。12歳でジャコウの娘。アゲハ・タテハとは異母兄姉。帝国の皇位継承者として大切に育てられたものの内心は父の愛に飢えており、その寂しさから攻撃的で傲慢な性格になった。自ら前線に出て戦うのも愛する父に認められたいとの思いゆえであり、一度敗れた後も体の大半を機械化して再度前線に赴く。
ジャコウ（声優：山崎大志（覚聖前）/若泉絵子（覚聖後））
ステージ5-2のボス。シンラの国皇にして優れた錬金術士であり、遺伝子上ではアゲハとタテハの父。聖霊の力を代々引き継ぐ巫女・アリスを利用して2人のエスプガルーダを生み出し、その力を以て軍事力の強化を目論んだ。彼の真意を知ったアリスが自ら聖霊石に閉じこもった後は、その力を「フェザーガルーダ」という装置を通じて取り込み自らもガルーダとなり（覚聖時の姿がアリスと同じなのはこのため）、さらに聖霊石の強大な力によって聖霊融合臨界→聖霊結晶へと変化を遂げる。聖霊融合臨界の時は男女の声が重なったような声が特徴的。
千裕
アレンジモードでの自機。攻撃タイプは前方集中型で『エスプレイド』の美作いろりのものと同じ。設定は公開されていない。
Black
アレンジモードでの自機。攻撃タイプは広範囲型で『エスプレイド』のJ-B 5thのものと同じ。千裕と同じく設定は公開されていない。
ヒオドシ
プロジェクト・エスプガルーダの中心人物の一人でアゲハとタテハの育ての親。錬金術師でもある。

### 聖霊について
本作の核心である「エスプガルーダ」とは、人間の体に聖霊を融合させる事で絶大な力を発揮できるようにした一種の生体兵器である。体のどこかに組み込まれた「聖霊石」が融合の媒体になっており、また融合する聖霊の性別は必ず対象となる人間とは逆の性別となる。覚聖すると融合した聖霊の人格と容姿が表面化してそれによって声や姿が変わるようになっており、いわば二重人格に近い状態といえる。なお聖霊を融合させられる人間は限られており、『II』のツバメやジャノメは融合実験を受けたものの失敗に終わったという。アゲハとタテハは、ジャコウが聖霊の力を代々引き継ぐ巫女・アリスに自分の子を孕ませた後流産と称して摘出し、人工培養で育てた上に聖霊を融合させて作り出されたガルーダである。

### アレンジモード
PlayStation 2版では、アーケードで稼働していたものを移植したアーケードモードに加え、各種の変更が加えられたアレンジモードが収録されている。アレンジモードでは、自機はアーケードモードとは異なり「千裕（ちひろ）」と「Black（ブラック）」となり、『エスプレイド』のパワーショットが使用可能となっている。エクステンドは8000万点と2億8000万点で行われる。また、BGMもスーパースウィープによりアレンジされたものになる。難易度は他のケイブ作品の2周目と同程度。コンティニューや途中参加は出来ない。なお、アレンジモードではショットとガードバリアのボタンがアーケードモードと逆になる（『エスプレイド』に近いボタン配置）。

### ステージ構成
| 面  | ステージ名       | 中ボス     | ボス                                               |
| --- | ---------------- | ---------- | -------------------------------------------------- |
| 1   | 血別             | イカロス   | セセリ                                             |
| 2   | 渓谷の街         | モイライ   | セイレーン                                         |
| 3   | シンラ侵入       | ヘラクレス | アマランサス                                       |
| 4   | 要塞都市         | ダイダロス | ロムルス＆レムス                                   |
| 5.1 | 浮遊城ウツロブネ | なし       | セセリ                                             |
| 5.2 | 血着             | なし       | フェザーガルーダ〜ジャコウ〜聖霊融合臨界〜聖霊結晶 |

## エスプガルーダII
『エスプガルーダII 〜覚聖せよ。生まれし第三の輝石〜』は2005年11月稼働開始。発売元はエイエムアイ。

### 解説
『エスプガルーダ』の続編。前作にて母親と再会できた主人公「アゲハ」と「タテハ」の兄妹は平和な日々を送っていた。そこに第三の主人公「アサギ」が追手に追われながら二人のところへ現れたところから物語は始まる。
基本システムは前作を踏襲。かなり易しかった前作に対し、若干難易度が引き上げられた。画像と音の演出は『虫姫さま』や『鋳薔薇』で用いられた新基板により、前作から大幅に強化。新たに第三の主人公「アサギ」と、新システム「覚聖絶死界」が加わった。音楽は、ベイシスケイプの並木学と金田充弘が担当。また、家庭用は『エスプガルーダII ブラックレーベル』として開発元であるケイブ自身より発売された。新設定となるもうひとりのセセリを使用できるブラックレーベルモードの他、アレンジモード等が追加され、音楽は梅本竜によるアレンジ曲と新曲が追加された。

### 追加・変更されたシステム
ボタン
前作では店舗側の作業が必要だったDボタン（ショット連射）が、標準装備となった。
覚聖絶死界
Bボタンを短く押すと従来通りの覚聖を発動するが、ボタンを長く押す事で「覚聖絶死界」が発動する。絶死界使用中は聖霊石だけでなく金塊（得点カウンタ）も減っていく（2人プレイ時は双方ともに得点カウンタが減少）が、代わりに敵を破壊しても聖霊石が追加で減ることはない。聖霊石が尽きた場合は、覚聖死界と同じく覚聖オーバー状態となり、先に金塊が尽きた場合は覚聖死界に移行する。
通常の覚聖に比べて敵の攻撃が激しくなり、敵撃破で敵弾を消去できる点は同じだが、一度消した敵弾が金塊ではなく撃ち返し弾に変化する。撃ち返し弾は別の敵を倒しても消去可能だが少し間をおいて再度撃ち返し弾に変化するため、敵を破壊するたびに敵弾変化と撃ち返し弾再出現で累計的に撃ち返し弾が増えていく。代わりに敵弾消去でのボーナス点が最大500倍と破格であり、得点稼ぎの新たな要となっている。
いかに撃ち返し弾を引きつけて高得点を狙うかが決め手であり、通常覚聖よりもかなり慣れが要求される。
エクステンド
エクステンドは1500万点と3500万点時およびステージ3のエクステンドアイテム取得時に行われる。

### 主要登場人物

#### プレイヤーキャラクター
アサギ（声優：藤原郁美（覚聖前）/藤井ゆき（覚聖後））
ソーマにより生み出された3人目のガルーダ。12歳。通常時の威力は3キャラ中最弱だが、覚聖死界及び絶死界時に爆発的な威力を発揮する。覚聖中はレイピアが強化される。覚聖前は明るい性格だが覚聖後は少し内気になる。なお、手にした本は「人を殴るための鈍器」。
家庭用ブラックレーベルモードではセセリに置き換わっているため、選択不能。
アゲハ（声優：岸本周也（覚聖前）/五十嵐愛子（覚聖後））
前作より引き続き登場。21歳。攻撃タイプは前方集中型で、覚聖中はレイピアが強化される。覚聖後の衣装が前作に比べさらに露出が高くなった。
タテハ（声優：河内映美（覚聖前）/坂井響（覚聖後））
前作より引き続き登場。19歳。攻撃タイプは広範囲型で、覚聖中はショットが強化される。覚聖後の容姿と口調が前作に比べやや男らしくなっている。

#### 敵キャラクター
ツバメ（声優：関根香桜里）
ステージ1のボス。ソーマ国王子で、左目に聖霊石を持つ。ソーマ王と真精霊機関によりガルーダ研究の材料にされていたがガルーダには成り得なかった。王の死後、軍の指揮官となり自らが前線に立って戦う決意をする。プレイするキャラがアゲハ、またはタテハの時とアサギの時では登場時のセリフが変わる。10歳。
マダラ（声優：南雲武烈）
ステージ2の中ボスおよびステージ4のボス。ソーマ王に忠誠を誓う屈強な機械化部隊特佐。ツバメ・ジャノメの代わりに自ら進んでガルーダ融合実験を受け、片目を失った過去を持つ。拳銃の収集が趣味で、ステージ2では、人工的に取り付けた（持っているようにも見える）と思われる巨大な腕で自分の背丈以上の銃を使いこなす。アサギに敗れ半身を損傷（戦闘中に左腕がもぎ取れたらしく、だらだらと血を流しながら戦闘を続行）するが、首から下を戦闘機械に改造（専用戦闘鎧“アスモデウス”と称されているが、その姿は巨大な機械のボディに生首が載っているように見える）し再びプレイヤーに戦いを挑んでくる。27歳。
ジャノメ（声優：佐藤めぐみ）
ステージ3のボス。ソーマ王国の姫でツバメの姉。右目に聖霊石を持つ。ツバメと同じくガルーダには成り得なかった。初登場時にはツバメの亡骸を抱え涙を流している。花や動物を愛する。11歳。
セセリ（声優：羽田由香）
ステージ5のボス。前作で瀕死となっていたところをソーマ軍によって救われた。アゲハ・タテハに対する恨みは3年経った今でも消えていない。体の各部に強力な武装を埋め込んで、3たびプレイヤーの前に立ちはだかる。登場時の台詞はステージ名と同じく「ずっとこの時を待っていた…」。15歳。
特定条件を満たした場合は憎悪に満ちたセセリとなり、クジャクに匹敵するほどにまで攻撃が激化する。
Xbox 360版ブラックレーベルモードではプレイヤーキャラとして使用可能。従来の設定とは逆で、アゲハ、タテハに倒されたのち同兄妹に救出されたことになった。その際記憶を失っており、覚聖を可能とする新型輝羽を装着し共にソーマ軍と戦うという新設定となっている。覚聖中は同じく性別が変化し、理髪的な短髪姿となり口調も荒っぽくなる。それに伴い、ソーマ軍側セセリは“姉”（どのような位置づけの“姉”なのかは不明）になっている。撃破した時の台詞は「お父さま…ごめんなさい」。
真ガルーダ・クジャク
ステージ6のボス。生体維持装置ガッデスガルーダ破壊後、二人の強い願いを胸にガルーダになることを決め、ジャノメとツバメが融合した姿。

### アレンジモード
Xbox 360版では、アーケードで稼働していたものを移植したアーケードモードに加え、各種の変更が加えられたブラックレーベルモード及びアレンジモードが収録されている。ブラックレーベルでは、「絶視眼」というシステムが追加されており、これは自機の近くの弾を停止させることで、弾避けをサポートするものである。また、アレンジモードでは、敵弾はアーケードモードとは異なり「レーザーで破壊できる赤い敵弾（1pの場合）」と「ショットで破壊できる青い敵弾（1pの場合）」となる。さらに、いわゆる赤走行時にはレーザーでもショットでも敵弾を破壊できるため、無理な弾避けをせず敵弾を破壊する遊び方が可能となっている。アレンジモードのエクステンドは1億点ごとに行われる（いわゆるエブリエクステンド）。アレンジモードはクリアするたびに、高いレベルを選べるようになる。高いレベルにおいては、より敵の攻撃が激しくなるが、前述のとおり敵弾を破壊できるため、クリアはおおむね可能である。

### ステージ構成
| 面 | ステージ名               | 中ボス                                                 | ボス                                               |
| -- | ------------------------ | ------------------------------------------------------ | -------------------------------------------------- |
| 1  | 運命は少女と共に         | 重飛行甲冑シームルグ                                   | ツバメ                                             |
| 2  | 生命の化身               | マダラ                                                 | 生体兵器ヨルムンガンド                             |
| 3  | 姉と弟と・・             | 武装エレベーターサブナク                               | ジャノメ                                           |
| 4  | 砂塵浴びる哀             | 重飛行甲冑アンドレアルフース                           | マダラ専用合身甲冑アスモデウス                     |
| 5  | ずっとこの時を待っていた | なし                                                   | セセリ                                             |
| 6  | 完全なるモノへ           | 重飛行甲冑シームルグ改、重飛行甲冑アンドレアルフース改 | 生体維持装置ガッデスガルーダ〜真ガルーダ・クジャク |